# Wytske Versteeg
Wytske Versteeg (2 mei 1983) is een Nederlands schrijver, essayist en politicoloog.
Versteeg voltooide haar studie politieke wetenschappen in 2005. In hetzelfde jaar won ze de Kwakoe Literatuurprijs voor Het gevoel van groeiend gefluister. Ze publiceerde in 2008 het essay Dit is geen dakloze, dat genomineerd werd voor de Jan Hanlo Essayprijs. Haar debuutroman De wezenlozen uit 2012 leverde haar de Vrouw DebuutPrijs Proza op en stond op de longlists van de AKO Literatuurprijs en de Opzij Literatuurprijs. In 2013 ontving Versteeg voor Boy de BNG Nieuwe Literatuurprijs. Deze roman stond op de longlist van de Libris Literatuur Prijs en is vertaald in het Turks, Deens, Duits en Engels.
Voor haar werk als romanschrijver en essayist werd in 2019 de Frans Kellendonkprijs 2020 aan haar toegekend.
In 2015 schreef ze met Jesse Dijksman het scenario voor de korte film Poppenkast, in het kader van 48 Hour Film Project Rotterdam. De korte film won de awards voor beste scenario, beste regie (Ad van Diem) en beste acteur (Erik van 't Wout).
Haar essay Waar werd in 2025 bekroond met de  Jan Hanlo Essayprijs Groot. 
Versteegs essays en recensies verschijnen onder meer in NRC Handelsblad, Vrij Nederland, De Correspondent, Nouveau, Das Magazin, Opzij, De Revisor, Hollands Maandblad en Tirade.